# Expedition 69
Expedition 69 è stata la 69ª missione di lunga durata verso la Stazione spaziale internazionale che è iniziata il 28 marzo 2023 con l'undocking della Sojuz MS-22 senza equipaggio e si è conclusa il 27 settembre 2023 con l'undocking della Sojuz MS-23. La missione di sei mesi è stata comandata dal cosmonauta Sergej Prokop'ev.

## Equipaggio
A seguito dell'incidente avvenuto nel dicembre 2022, la Sojuz MS-22 venne dichiarata inutilizzabile. Per il ritorno sulla Terra dell'equipaggio che era stato lanciato con la Sojuz MS-22 venne lanciata nel febbraio 2023 la Sojuz MS-23 senza equipaggio e i membri che sarebbero dovuti partire nel marzo 2023 con la Sojuz MS-23 slittati alla Sojuz MS-24. Per non far tornare sulla Terra la nuova Sojuz dopo appena un mese nello spazio, la permanenza dell'equipaggio della Sojuz MS-22 che avrebbe dovuto completare la missione nel marzo 2023 dopo sei mesi nello spazio venne estesa di ulteriori sei mesi. Per questo motivo Prokop'ev, Petelin e Rubio presero parte all'Expedition 69 mentre Kononenko, Čub e O'Hara (Sojuz MS-24) raggiunsero la ISS per l'Expedition 70.
|        | Astronauta                               | 28 mar - 26 ago 2023 | 27 ago - 2 set 2023 | 3 set - 15 set 2023 | 15 set - 27 set 2023 |
| ------ | ---------------------------------------- | -------------------- | ------------------- | ------------------- | -------------------- |
| MS-23  | Sergej Prokop'ev, Roscosmos Secondo volo | Comandante           | Comandante          | Comandante          | Comandante           |
| MS-23  | Dmitrij Petelin, Roscosmos Primo volo    | Ingegnere di volo    | Ingegnere di volo   | Ingegnere di volo   | Ingegnere di volo    |
| MS-23  | Francisco Rubio, NASA Primo volo         | Ingegnere di volo    | Ingegnere di volo   | Ingegnere di volo   | Ingegnere di volo    |
| Crew-6 | Stephen Bowen, NASA Quarto volo          | Ingegnere di volo    | Ingegnere di volo   | Non a bordo         | Non a bordo          |
| Crew-6 | Warren Hoburg, NASA Primo volo           | Ingegnere di volo    | Ingegnere di volo   | Non a bordo         | Non a bordo          |
| Crew-6 | Sultan Al Neyadi, MBRSC Primo volo       | Ingegnere di volo    | Ingegnere di volo   | Non a bordo         | Non a bordo          |
| Crew-6 | Andrej Fedjaev, Roscosmos Primo volo     | Ingegnere di volo    | Ingegnere di volo   | Non a bordo         | Non a bordo          |
| Crew-7 | Jasmin Moghbeli, NASA Primo volo         | Non a bordo          | Ingegnere di volo   | Ingegnere di volo   | Ingegnere di volo    |
| Crew-7 | Andreas Mogensen, ESA Secondo volo       | Non a bordo          | Ingegnere di volo   | Ingegnere di volo   | Ingegnere di volo    |
| Crew-7 | Satoshi Furukawa, JAXA Secondo volo      | Non a bordo          | Ingegnere di volo   | Ingegnere di volo   | Ingegnere di volo    |
| Crew-7 | Konstantin Borisov, Roscosmos Primo volo | Non a bordo          | Ingegnere di volo   | Ingegnere di volo   | Ingegnere di volo    |
| MS-24  | Oleg Kononenko, Roscosmos Quinto volo    | Non a bordo          | Non a bordo         | Non a bordo         | Ingegnere di volo    |
| MS-24  | Nikolaj Čub, Roscosmos Primo volo        | Non a bordo          | Non a bordo         | Non a bordo         | Ingegnere di volo    |
| MS-24  | Loral O'Hara, NASA Primo volo            | Non a bordo          | Non a bordo         | Non a bordo         | Ingegnere di volo    |

### Equipaggio originario
Originariamente l'equipaggio avrebbe dovuto essere composto per i primi dieci giorni dai membri della SpaceX Crew-5 e della Sojuz MS-23, e per i restanti sei mesi da quelli della Sojuz MS-23 e SpaceX Crew-6.
| Ruolo               | Marzo - ottobre 2023                  |
| ------------------- | ------------------------------------- |
| Comandante          | Stephen Bowen, NASA Quarto volo       |
| Ingegnere di volo 1 | Warren Hoburg, NASA Primo volo        |
| Ingegnere di volo 2 | Sultan Al Neyadi, MBRSC Primo volo    |
| Ingegnere di volo 3 | Andrej Fedjaev, Roscosmos Primo volo  |
| Ingegnere di volo 4 | Oleg Kononenko, Roscosmos Quinto volo |
| Ingegnere di volo 5 | Nikolaj Čub, Roscosmos Primo volo     |
| Ingegnere di volo 6 | Loral O'Hara, NASA Primo volo         |

## Eventi della missione

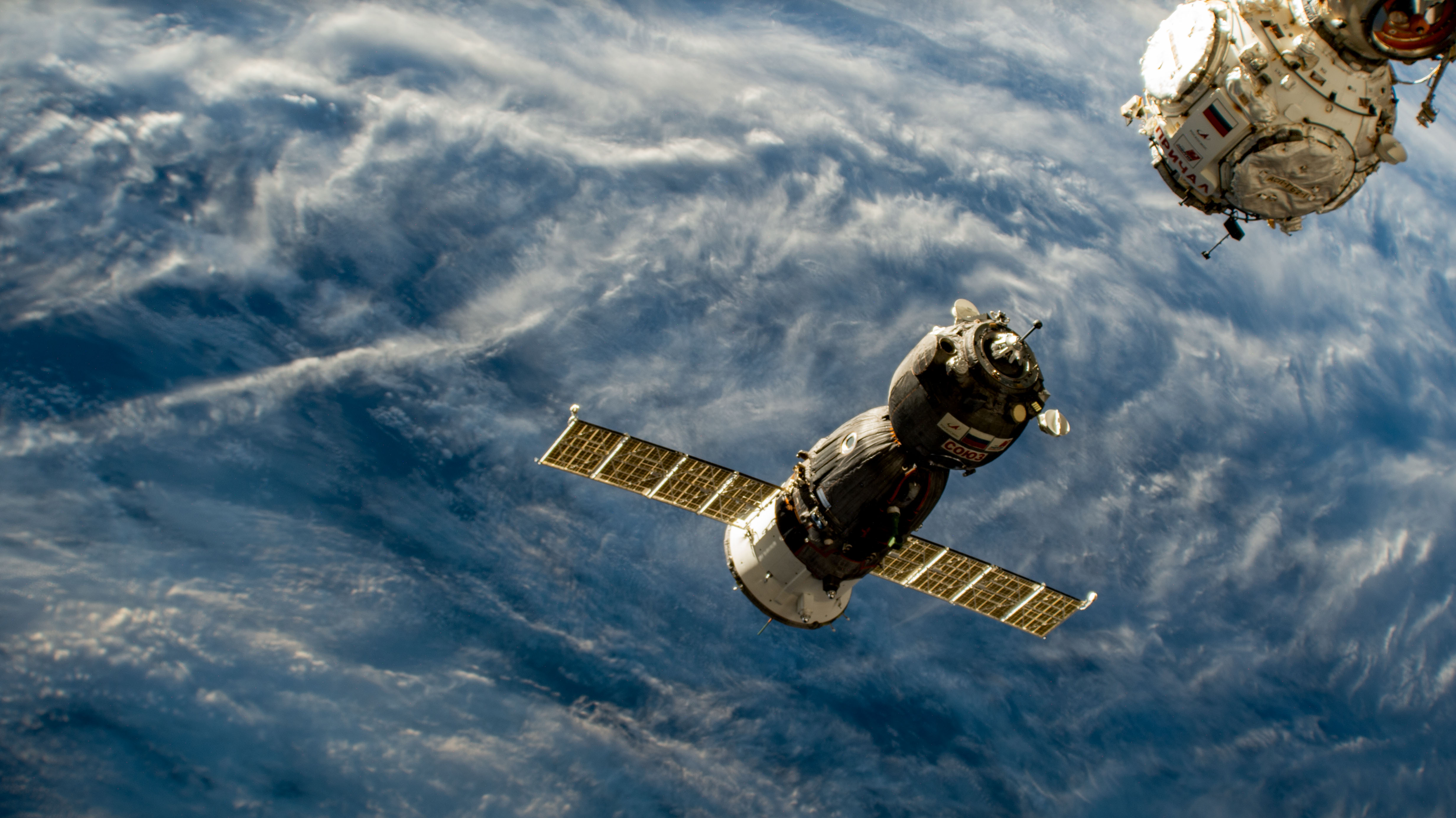
La Sojuz MS-23 si avvicina al modulo Prichal dopo essersi separato dal modulo Poisk, pilotato dal comandante Sergej Prokop'ev.

### Cambio di boccaporto per la Sojuz MS-23
Il 6 aprile 2023 il veicolo spaziale Sojuz MS-23 venne spostato dal modulo Poisk al modulo Prichal. Lo spostamento di un veicolo spaziale con equipaggio viene svolto con la presenza di tutti i membri dell'equipaggio a bordo perché, in caso d'emergenza, l'intero equipaggio deve essere in grado di raggiungere il proprio veicolo e tornare sulla Terra il prima possibile. In questo caso, a bordo si trovavano il comandante Sergej Prokop'ev che ha eseguito manualmente la manovra e gli ingegneri di volo Dmitrij Petelin e Francisco Rubio. Lo scopo dello spostamento era garantire la sicurezza delle future attività extraveicolari (EVA) russe che usano Poisk come airlock.

### Sgancio della Dragon CRS-27
Il 15 aprile il veicolo Cargo Dragon SpaceX CRS-27 venne sganciato dalla Stazione spaziale internazionale per riportare sulla Terra i campioni scientifici prodotti sulla ISS nei mesi precedenti. L'ammaraggio avvenne poche ore dopo al largo della costa della Florida e permise un rapido trasporto dei campioni alla Space Station Processing Facility del Kennedy Space Center, consentendo ai ricercatori di raccogliere i dati con un'esposizione minima dei campioni alla gravità terrestre.

### EVA 1 (VKD 56)
La prima attività extraveicolare dell'Expedition avvenne il 19 aprile quando i cosmonauti russi Prokop'ev e Petelin lasciarono la Stazione Spaziale Internazionale attraverso il modulo Poisk per quasi 8 ore. L'obiettivo principale era quello di spostare un radiatore dal modulo Rassvet e collegarlo al modulo Nauka.

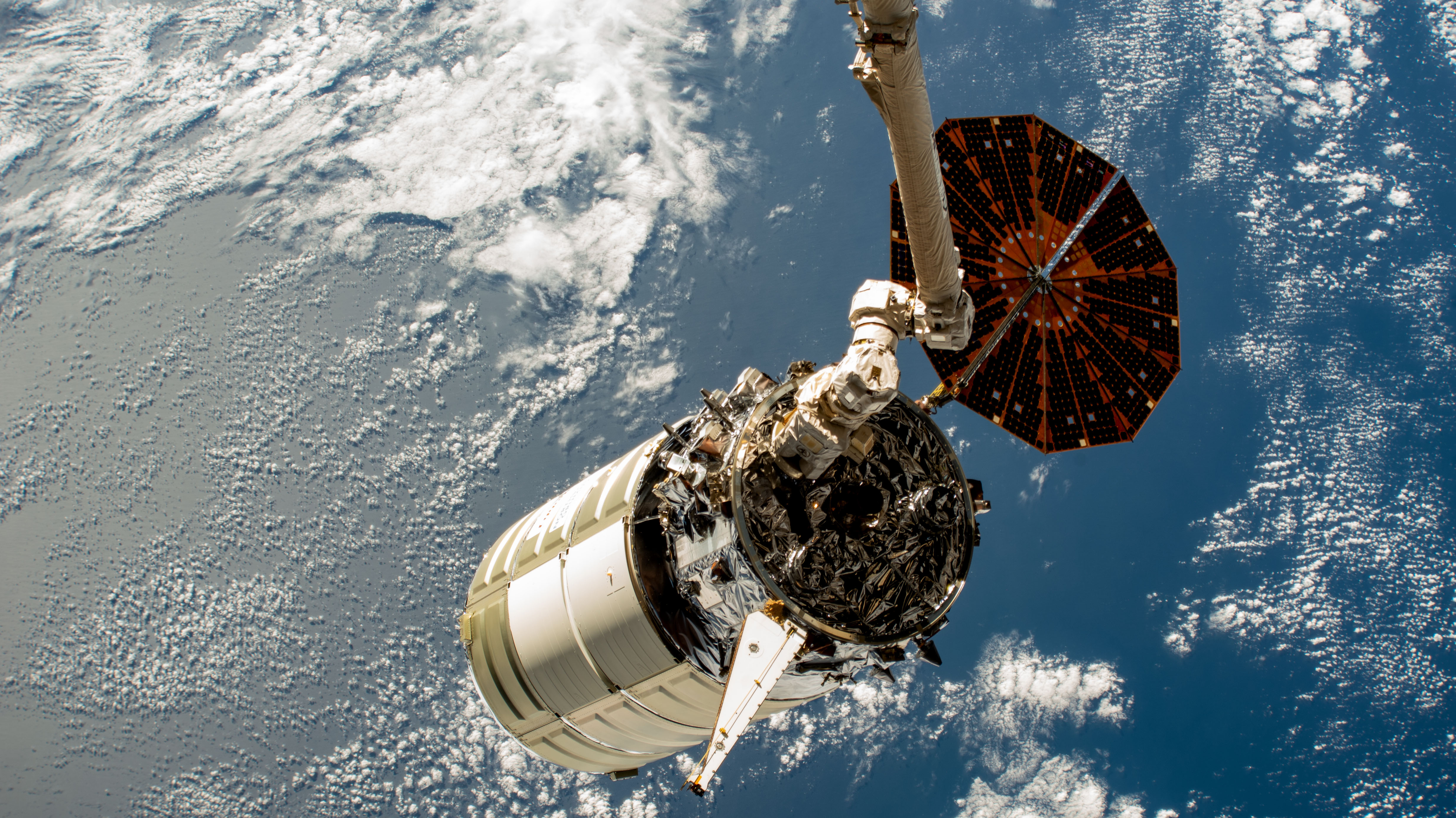
Il veicolo cargo Cygnus NG-18 dopo essere stato sganciato dal modulo Unity con il Canadarm2 e manovrato dai controllori di volo a terra poco prima di lasciare la ISS.

### Sgancio della Cygnus NG-18
Dopo essere rimasto agganciato alla Stazione spaziale internazionale per 163 giorni, il 21 aprile il veicolo di rifornimento Cygnus NG-18 "SS Sally Ride" lasciò la ISS. Il veicolo venne sganciato dal boccaporto nadir del modulo Unity e rilasciato dal Canadarm2 dai controllori di volo a terra mentre l'astronauta emiratino Sultan Al Neyadi monitorava i sistemi di Cygnus. Poche ore dopo lo sgancio, Cygnus NG-18 deorbitò e rientrò nell'atmosfera in modo distruttivo sopra una zona disabitata dell'Oceano pacifico.

### EVA 2 (US 86)
Il 28 aprile gli astronauti Stephen Bowen e Sultan Al Neyadi indossarono la tuta spaziale EMU e uscirono dalla ISS per 7 ore con lo scopo di cablare i nuovi pannelli iROSA dei canali di alimentazione 1A e 1B. Durante l'EVA gli astronauti non furono in grado di rimuovere una scatola elettrica di una vecchia antenna a banda S situata sull'Integrated Truss Structure e questa attività venne rinviata a una futura EVA.

### EVA 3 (VKD 57)
Il 3 maggio Prokop'ev e Petelin uscirono nuovamente per un'EVA per spostare un piccolo airlock posizionato all'esterno di Rassvet sin dal suo lancio nel 2010 in un boccaporto del modulo Nauka. Lo spostamento venne effettuato dal cosmonauta Andrej Fedjaev manovrando il braccio robotico europeo (ERA) da dentro ISS con l'assistenza di Prokop'ev e Petelin per l'allineamento tra airlock e Nauka. Una volta che i due moduli erano abbastanza vicini Fedjajev provò senza successo ad agganciarli saldamente con i ganci, perciò i cosmonauti all'esterno afferrarono il modulo e lo spinsero il più vicino possibile a Nauka. A questo punto, Fedjajev riuscì ad attivare i ganci e collegare saldamente l'airlock a Nauka. Come attività finale vennero passati sei cavi di alimentazione e dati tra Nauka e l'airlock al fine di renderlo operativo.

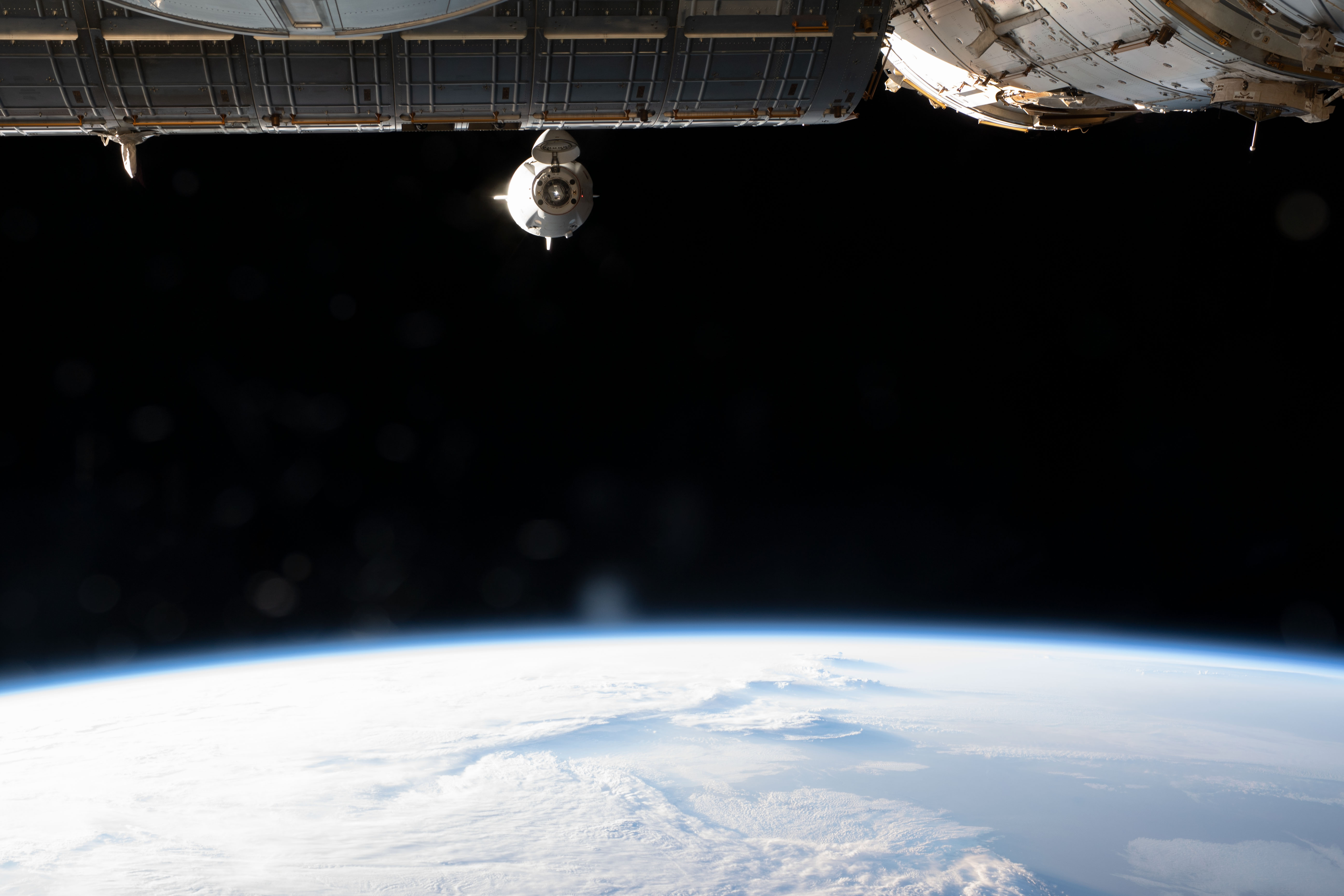
Il veicolo Crew Dragon Endeavour allineato al boccaporto anteriore di Harmony si prepara ad attraccare nuovamente alla ISS.

### Cambio di boccaporto della SpaceX Crew-6
Il 6 maggio il veicolo Crew Dragon Endeavour della missione SpaceX Crew-6 venne trasferito dal boccaporto zenith a quello anteriore del modulo Harmony. La manovra di 43 minuti venne eseguita in modo automatico dal veicolo Crew Dragon sebbene a bordo fossero presenti tutti e quattro i membri dell'equipaggio per intervenire in caso di malfunzionamenti. Lo spostamento del veicolo servì per liberare il boccaporto zenith del modulo Harmony in vista dell'arrivo di giugno 2023 del veicolo di rifornimento Cargo Dragon SpaceX CRS-28; il boccaporto zenith è l'unico boccaporto di Harmony che permette al braccio robotico Canadarm2 di raggiungere e estrarre l'hardware posizionato nel trunk del veicolo Dragon. Nel trunk del veicolo Cargo Dragon CRS-28 lanciato il 5 giugno 2023 erano posizionati due pannelli solari iROSA che sono stati installati nei mesi successivi.

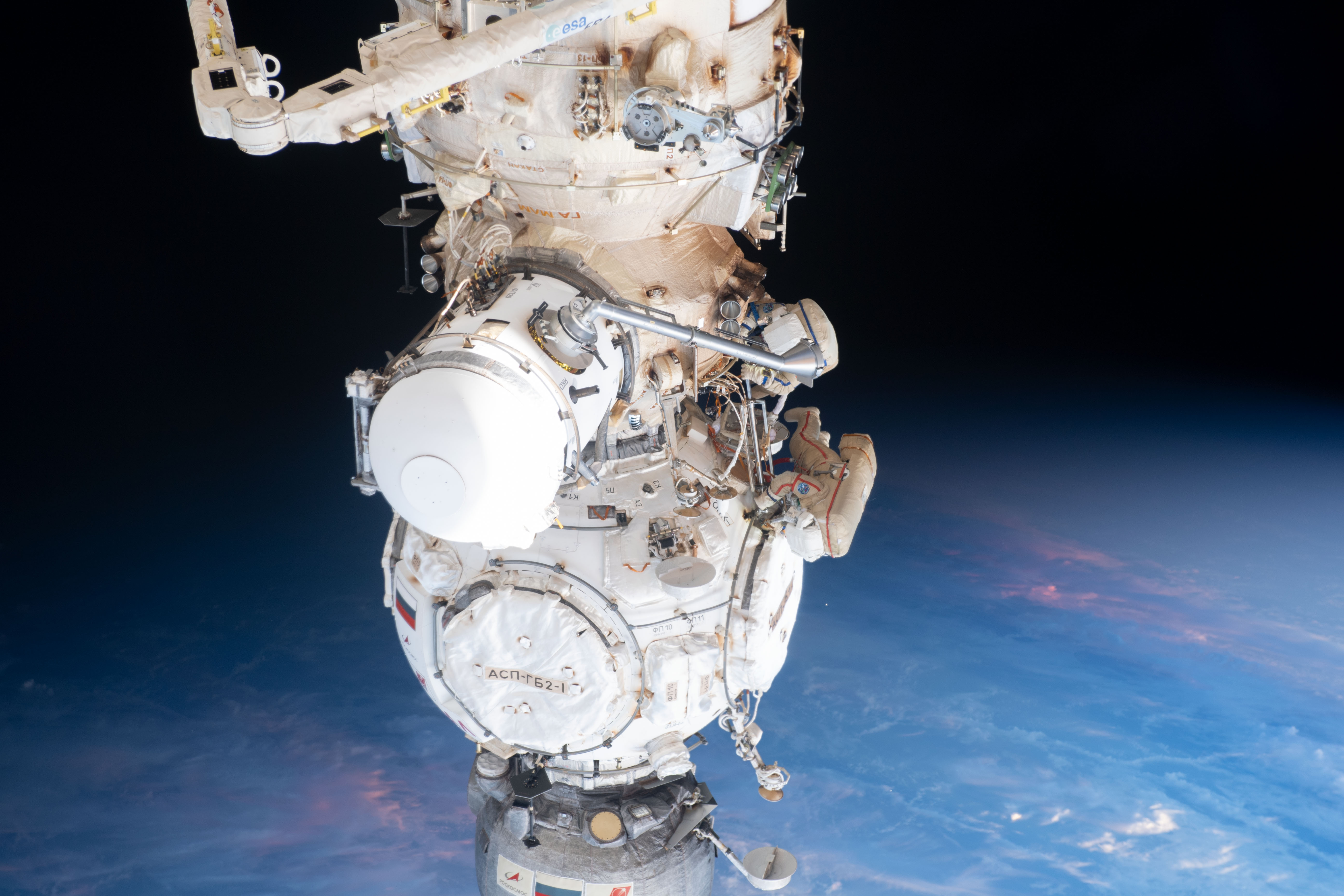
Prokop'ev e Petelin con addosso le tute Orlan svolgono un'EVA per installare un radiatore all'esterno di Nauka. Si può notare anche il piccolo airlock bianco di forma cilindrica installato nell'EVA precedente su Nauka.

### EVA 4 (VKD 58)
Il 12 maggio Prokop'ev e Petelin eseguirono un'EVA di 5 ore e 14 minuti per installare un radiatore all'esterno del modulo Nauka e i collegamenti meccanici, elettrici e idraulici per il suo funzionamento. Con l'aiuto del braccio robotico ERA riempirono il radiatore di refrigerante situato nei serbatoi di Nauka sin dal suo lancio nel 2021 e lo dispiegarono per aumentare la capacità di dissipazione del calore del Segmento russo.

### Lancio di Axiom Mission 2
Il 21 maggio venne lanciato il veicolo Crew Dragon Freedom con a bordo i quattro membri della missione privata  Axiom Mission 2 di Axiom Space dal Complesso di lancio 39A del Kennedy Space Center della NASA. L'equipaggio era composto dal comandante Peggy Whitson, il pilota e turista spaziale John Shoffner e gli specialisti di missione sauditi Ali AlQarni e Rayyanah Barnawi. Il veicolo attraccò autonomamente il giorno successivo al modulo Harmony dove rimase per dieci giorni. Durante la missione vennero condotti 20 esperimenti scientifici.

### Lancio e attracco della Progress MS-23
Il veicolo di rifornimento russo Progress MS-23 venne lanciato il 24 maggio su un lanciatore Sojuz dal Cosmodromo di Bajkonur in Kazakistan. Seguendo un profilo di volo ultra veloce, raggiunse la Stazione spaziale internazionale dopo tre ore/due orbite, consegnando all'equipaggio della ISS tre tonnellate di carico utile. Rimarrà agganciato a bordo per sei mesi durante i quali innalzerà l'orbita della ISS in vista dell'arrivo e della partenza dei veicoli spaziali in visita.

### Sgancio di Axiom Mission 2
Il 31 maggio la Crew Dragon Freedon per la missione Axiom Mission 2 con il suo equipaggio si sganciò dal modulo Harmony per far ritorno sulla Terra dopo aver concluso i nove giorni di missione. Il giorno successivo ammarò al largo delle coste della Florida dove venne recuperato dalle squadre di recupero di SpaceX. Venne riportato sulla Terra anche 140 kg di campioni di esperimenti scientifici svolti sulla Stazione spaziale internazionale e hardware della NASA. L'astronauta Axiom Space Peggy Whitson che già deteneva il record di permanenza nello spazio per un astronauta statunitense, incrementò questo valore fino ai 674 giorni.

### Lancio della SpaceX CRS-28
Il 5 giugno venne lanciato dal Complesso di lancio 39A del Kennedy space center il veicolo di rifornimento statunitense Cargo Dragon SpaceX CRS-28. Il giorno seguente attraccò autonomamente al boccaporto zenith di Harmony con tre tonnellate di carico, tra cui proviste per l'equipaggio, esperimenti scientifici, hardware per la ISS e due nuovi pannelli solari iROSA. Rimase attraccato alla Stazione spaziale internazionale per un mese, fino il 30 giugno.

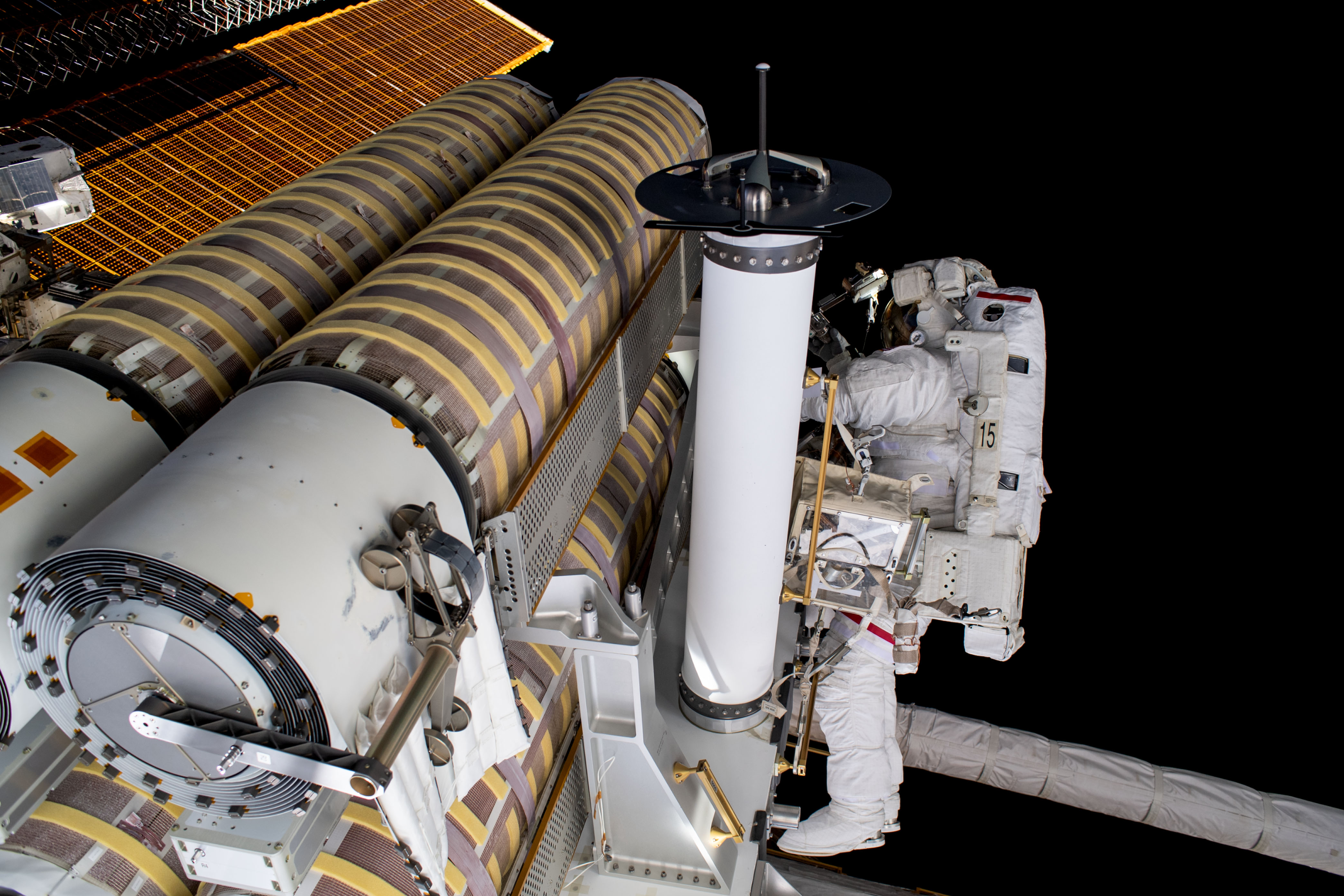
Bowen con la tuta EMU durante l'EVA per l'installazione dei due pannelli solari iROSA del canale 1A, qui fotografati ancora chiusi.

### EVA 5 (US 87)
Il 9 giugno gli astronauti Bowen e Hoburg uscirono dal modulo Quest del Segmento statunitense indossando le tute spaziali EMU per installare il nuovo pannello solare iROSA nel canale di alimentazione 1A nel segmento S6 del Truss, davanti al vecchio pannello solare installato nei primi anni 2000.

### EVA 6 (US 88)
Una settimana dopo, il 15 giugno Bowen e Hoburg svolsero un'altra EVA di 5 ore e mezza per installare un altro iROSA per il canale di alimentazione 1B.

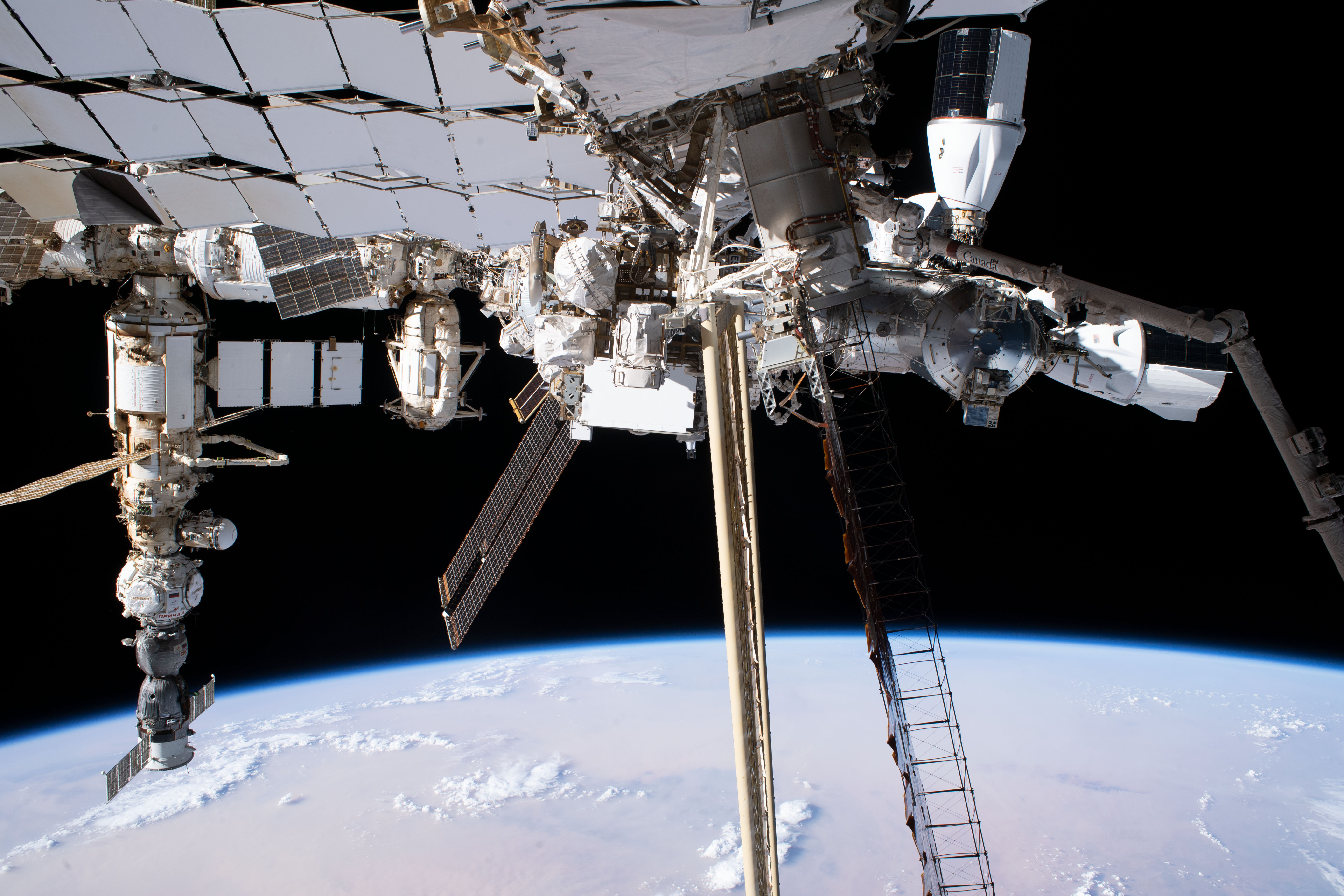
Panoramica della ISS. Sulla destra, nel Segmento statunitense, si notano i veicoli Cargo Dragon CRS-28 e Crew Dragon Endeavour agganciati a Harmony e sulla sinistra, nel Segmento russo, il nuovo radiatore (composto da tre pannelli) e il piccolo airlock installati su Nauka.

### EVA 7 (VKD 59)
I cosmonauti Prokop'ev e Petelin svolsero un'EVA il 22 giugno al fine di recuperare degli esperimenti esposti al vuoto dello spazio e installare alcuni dispositivi di comunicazione all'esterno dei moduli Zvezda e Poisk.

### Sgancio della SpaceX CRS-28
Dopo quasi un mese di permanenza sulla ISS, il veicolo cargo statunitense Cargo Dragon SpaceX CRS-28 venne sganciato dal modulo Harmony il 29 giugno dopo aver ricevuto il comando di sgancio dai controllori di volo di SpaceX a Hawthorne. Al suo interno nei giorni precedenti l'equipaggio della ISS aveva inserito 1630 kg di campioni degli esperimenti svolti nei mesi precedenti all'interno dei congelatori a bordo. Il giorno successivo ammarò al largo delle coste della Florida dove venne recuperato dalle squadre di recupero di SpaceX e il suo carico consegnato agli scienziati della NASA del Space Station Processing Facility del Kennedy Space Center.

### Perdita delle comunicazioni tra la ISS e Houston
Intorno alle 14:00 del 25 luglio, un problema di alimentazione nel Centro di controllo missione di Houston provocò la perdita di comando, telemetria e voce da Houston alla Stazione Spaziale Internazionale. Il problema era isolato a terra e i controllori di volo poterono parlare con l'equipaggio a bordo della ISS attraverso i canali di comunicazione di Roscosmos. Il problema si verificò durante gli aggiornamenti pianificati al sistema di alimentazione a terra per garantire che la rete elettrica del Centro di controllo missione rimanesse solida e affidabile. Le squadre di terra attivarono i sistemi del Centro di controllo missione di backup situati presso il Marshall Space Flight Center della NASA a Huntsville, in Alabama, per riprendere le comunicazioni con la ISS il prima possibile mentre gli ingegneri affrontavano il problema dell'alimentazione a Houston. I sistemi di backup vengono generalmente utilizzati in eventi come il passaggio degli uragani quando potrebbe essere necessaria l'evacuazione del Centro di controllo missione di Houston. Il problema venne risolto durante l'arco della giornata e tutte le comunicazioni con la ISS tornarono nominali.

### Lancio e berthing della Cygnus NG-19
Il 2 agosto il veicolo di rifornimento Cygnus NG-19 di Northrop Grumman venne lanciato a bordo del lanciatore Antares dalla Rampa 0A del Wallops Flight Facility della NASA. Il veicolo è soprannominato SS Laurel Clark in onore dell'astronauta NASA Laurel Clark deceduta nel 2003 nel disastro dello Space Shuttle Columbia durante la missione STS-107. Due giorni dopo il lancio, il 4 agosto, Cygnus NG-19 raggiunse la Stazione spaziale internazionale, accostandosi a qualche metro da essa. L'astronauta Hoburg manovrò il braccio robotico canadese Canadarm2 per afferrare il veicolo dal suo grapple Fixture mentre Rubio ne monitorava i sistemi di bordo; nelle ore successive alla cattura, i controlli di volo a Terra eseguirono un berthing del veicolo al boccaporto nadir di Unity. Alla ISS vennero consegnati 3700 kg di carico utile, tra cui esperimenti, rifornimenti per l'equipaggio e dispositivi necessari per la ISS. Il veicolo rimase sulla ISS fino a ottobre 2023.

### Esecuzione di un PDAM
Il 5 agosto i propulsori del veicolo Progress MS-22 vennero accesi per tre minuti e 16 secondi per eseguire un Pre-Determined Debris Avoidance Maneuver (PDAM) al fine di allontanare la Stazione spaziale internazionale dalla traiettoria di un detrito spaziale.

### EVA 8 (VKD 60)
Il 9 agosto i cosmonauti Prokop'ev e Petelin svolsero un'EVA di sei ore e mezza per installare tre scudi anti detriti all'esterno del modulo Rassvet e testare la robustezza di una piattaforma di lavoro fissata all'estremità di braccio robotico europeo ERA.

### Sgancio della Progress MS-22
La navicella Progress MS-22 carica di spazzatura e attrezzature dismesse venne sganciata dalla Stazione Spaziale Internazionale il 20 agosto 2023. Nelle ore successive eseguì un rientro distruttivo in atmosfera sopra l'Oceano pacifico.

### Lancio e docking della Progress MS-24
La Progress MS-24 venne lanciata il 23 agosto 2023 a bordo di un lanciatore Sojuz 2.1a dal Cosmodromo di Bajkonur in Kazakistan con a bordo un carico di tre tonnellate di provviste per l'equipaggio, propellente e hardware. Arrivò alla Stazione spaziale internazionale due giorni dopo, il 25 agosto, attraccando automaticamente al modulo Zvezda dove rimase per sei mesi, fino a febbraio 2024.

### Esecuzione di un secondo PDAM
Il 24 agosto i propulsori del modulo di servizio Zvezda vennero accesi per 21 secondi per modificare l'orbita della ISS per evitare la collisione con un detrito spaziale, diminuendo di 500 metri l'altitudine della ISS. La modifica dell'orbita della ISS non influenzò l'attracco della ISS della Progress MS-24 e della SpaceX Crew-7, rispettivamente avvenuti il 25 e 26 agosto.

### Lancio e docking della SpaceX Crew-7
Il 26 agosto venne lanciato il veicolo spaziale con equipaggio Crew Dragon Endurance per la missione SpaceX Crew-7 con il comandante Jasmin Moghbeli, il pilota Andreas Mogensen e gli specialisti di missione Satoshi Furukawa e Konstantin Borisov dal Kennedy Space Center. Il giorno successivo eseguì un docking autonomatico al boccaporto zenith del modulo Harmony dove rimarrà agganciato per sei mesi durante l'Expedition 70.

### Sgancio della SpaceX Crew-6
Il 3 settembre la navicella spaziale Crew Dragon Endeavour per la missione SpaceX Crew-6 venne sganciata dal boccaporto anteriore di Harmony con il comandante Bowen, il pilota Hoburg e gli specialisti di missione Al Neyadi e Fedjaev. Ammarò nell'Oceano Atlantico, al largo delle coste della Florida, nelle ore successive, dopo 185 giorni di missione nello spazio.

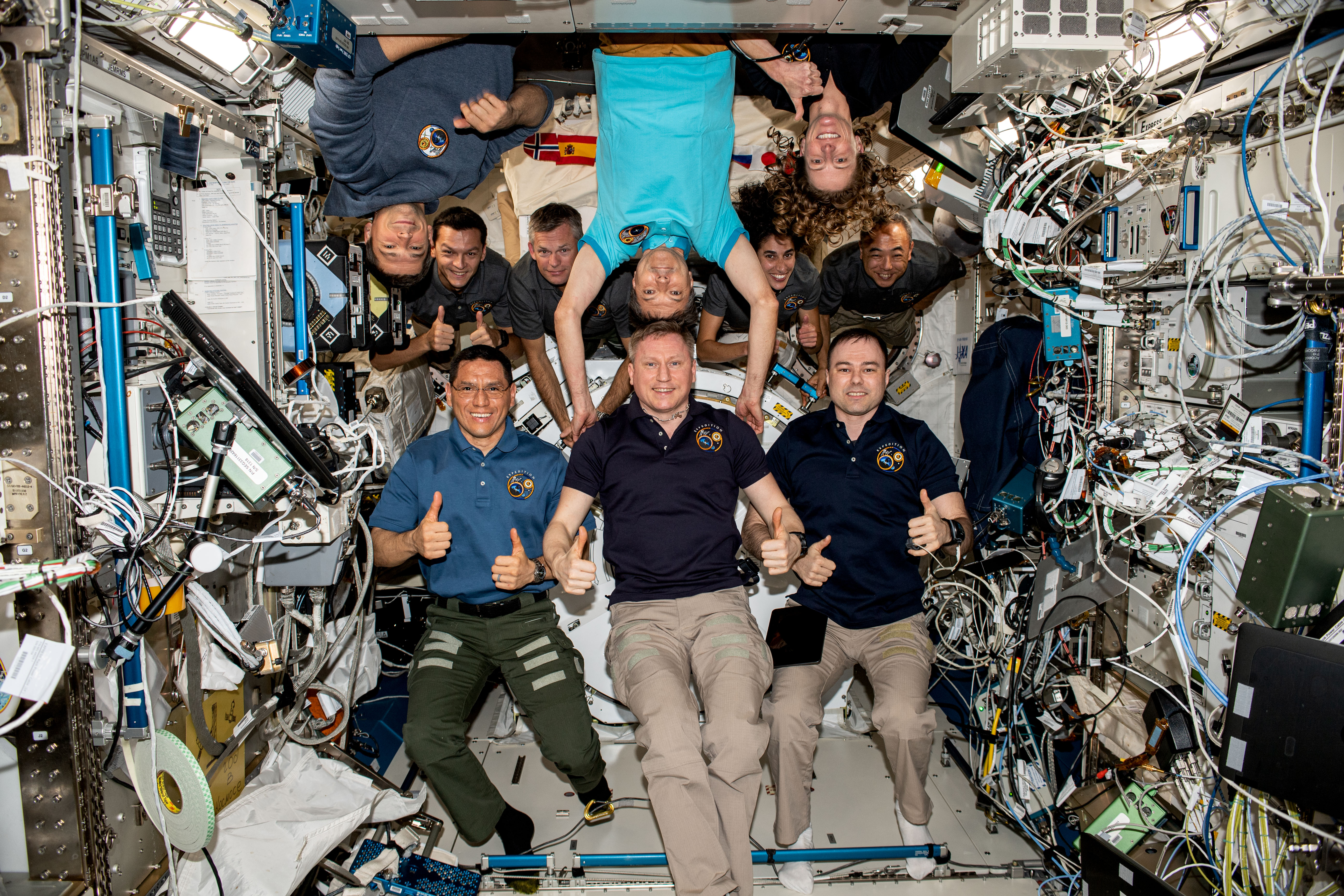
I 10 membri delle navicelle Sojuz MS-23, SpaceX Crew-7 e Sojuz MS-24 fotografati nel modulo Kibo

### Lancio e attracco della Sojuz MS-24
Il 15 settembre 2023 la navicella Sojuz MS-24 con il comandante Oleg Kononenko e gli ingegneri di volo Nikolaj Čub and Loral O'Hara venne lanciata dal Cosmodromo di Bajkonur per raggiungere la Stazione spaziale internazionale. Utilizzando un profilo di volo ultra veloce, tre ore (due orbite) dopo il lancio, la navicella raggiunse la ISS attraccando autonomamente al modulo Rassvet del Segmento orbitale russo. O'Hara parteciperà a una missione di sei mesi (Expedition 70) e farà ritorno sulla Terra nel a marzo 2024, sempre a bordo della Sojuz MS-24, insieme al comandante Oleg Novickij e alla partecipante al volo Marina Vasilevskaja (Sojuz MS-25). Kononenko e Čub invece rimarranno sulla ISS per un anno (Expedition 70 e Expedition 71, tornando sulla Terra nel settembre 2023 a bordo della Sojuz MS-24 insieme all'astronauta statunitense Tracy Caldwell Dyson.

### Cambio di comando Prokop'ev – Mogensen
Il 26 settembre 2023 il comandante della Stazione spaziale internazionale per l'Expedition 69, Sergej Prokop'ev, in vista della sua partenza del giorno successivo, passò il comando all'astronauta danese Andreas Mogensen per i sei mesi di missione dell'Expedition 70. Mogensen divenne il primo danese e il sesto europeo a ricoprire quel  ruolo.

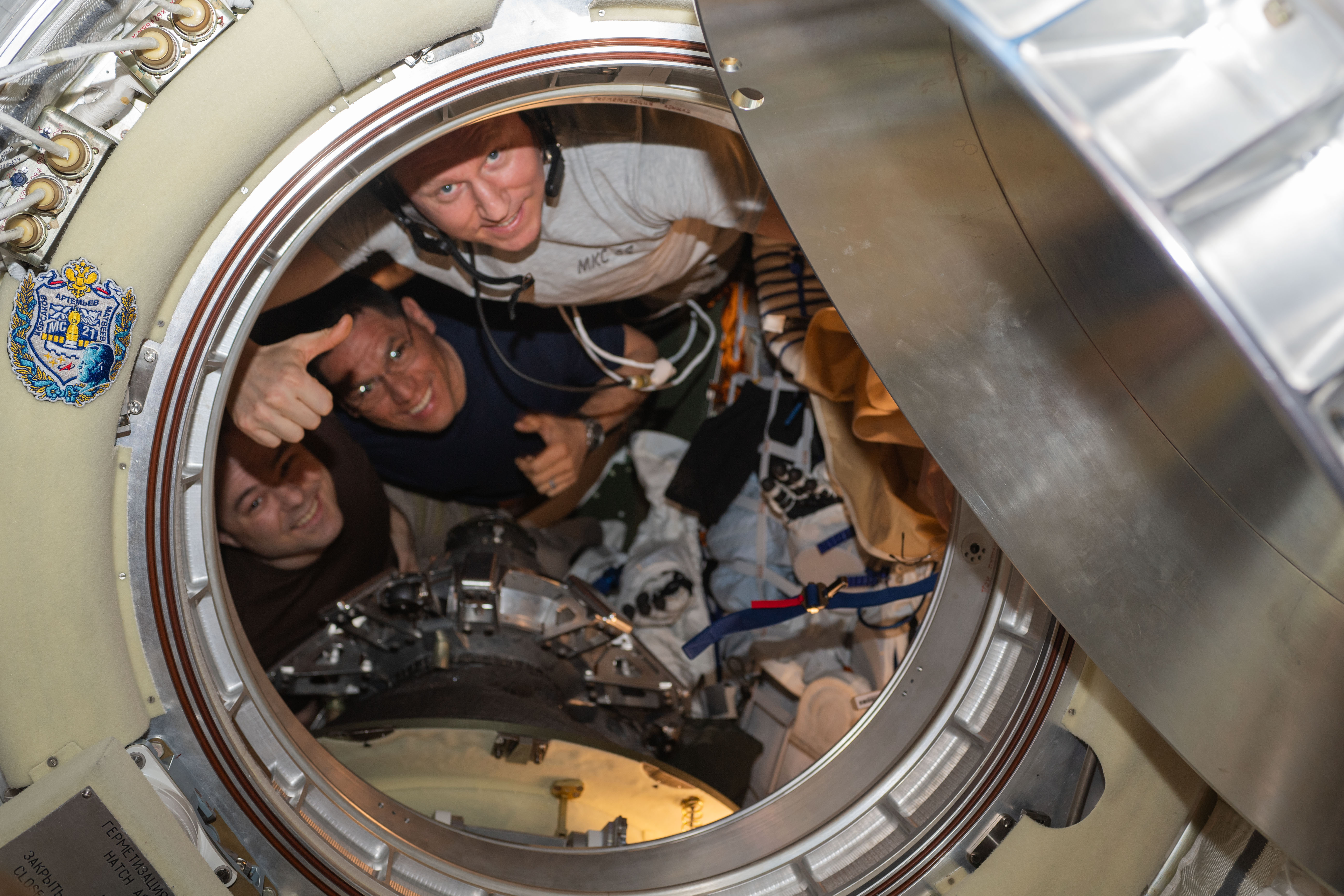
Da sinistra: Petelin, Rubio e Prokop'ev poco prima di chiudere il portellone e far ritorno sulla Terra

### Sgancio della Sojuz MS-23
Il giorno successivo, il 27 settembre 2023, la Sojuz MS-23 con il suo equipaggio composto dal comandante Prokop'ev e gli ingegneri di volo Petelin e Rubio, si sganciò dal modulo Prichal della ISS. Quattro ore e mezza dopo atterrò nelle steppe disabitate del Kazakistan dove venne recuperata e l'equipaggio a bordo assistito dalle squadre di recupero di Roscosmos e NASA. Prokop’ev,  Petelin e Rubio conclusero con successo una missione di 371 giorni (dei quali solo 180 erano inizialmente previsti), la missione più lunga svolta fino a quel momento a bordo della ISS. Con lo sgancio della Sojuz MS-23 si concluse ufficialmente l'Expedition 69 e iniziò l'Expedition 70.

## Esperimenti
Alcuni dei centinaia di esperimenti svolti settimana per settimana durante la missione:
SpaceX CRS-27,
27 marzo 2023, 
3 aprile, 
10 aprile, 
17 aprile, 
24 aprile, 
1º maggio,
8 maggio, 
15 maggio, 
22 maggio, 
29 maggio, 
SpaceX CRS-28,
5 giugno, 
12 giugno, 
19 giugno, 
26 giugno,
10 luglio,
17 luglio,
28 luglio, 
Cygnus NG-19
4 agosto,
11 agosto,
18 agosto,
25 agosto,
1 settembre

### Ampli Space Pharmacy
L'esperimento Ampli Space Pharmacy studia le proprietà delle reazioni chimiche dei fluidi che scorrono attraverso le membrane in condizioni di microgravità. I ricercatori utilizzeranno le informazioni ottenute per perfezionare un approccio di sintesi organica e biotrattamento esistente per produrre nuovi composti. Questo esperimento potrebbe supportare lo sviluppo di una piattaforma leggera, passiva e modulare per la produzione di prodotti farmaceutici. Gli equipaggi potrebbero utilizzare una tale piattaforma per creare farmaci nelle future missioni spaziali, liberando spazio di carico utilizzato per immagazzinare una scorta di farmaci che l'equipaggio potrebbe non utilizzare mai. Allo stesso modo, tale strumento potrebbe fornire medicinali a coloro che si trovano in aree isolate o sottosviluppate della Terra che altrimenti potrebbero non averne accesso. 
L'esperimento è composto da piccoli dispositivi di forma cubica chiamati Ampli Block che fungono da indicatori per le reazioni chimiche. Le velocità di reazione chimica, la vitalità e i cambiamenti attraverso la colorazione sono tutti osservati in un ambiente di microgravità passiva. I membri dell'equipaggio utilizzano delle pipette per iniettare sostanze chimiche negli Ampli Blocks nella piattaforma Ampli. Le superfici superiori degli Ampli Block sono trasparenti e quindi le reazioni possono essere registrate con le telecamere a bordo man mano che si verificano.

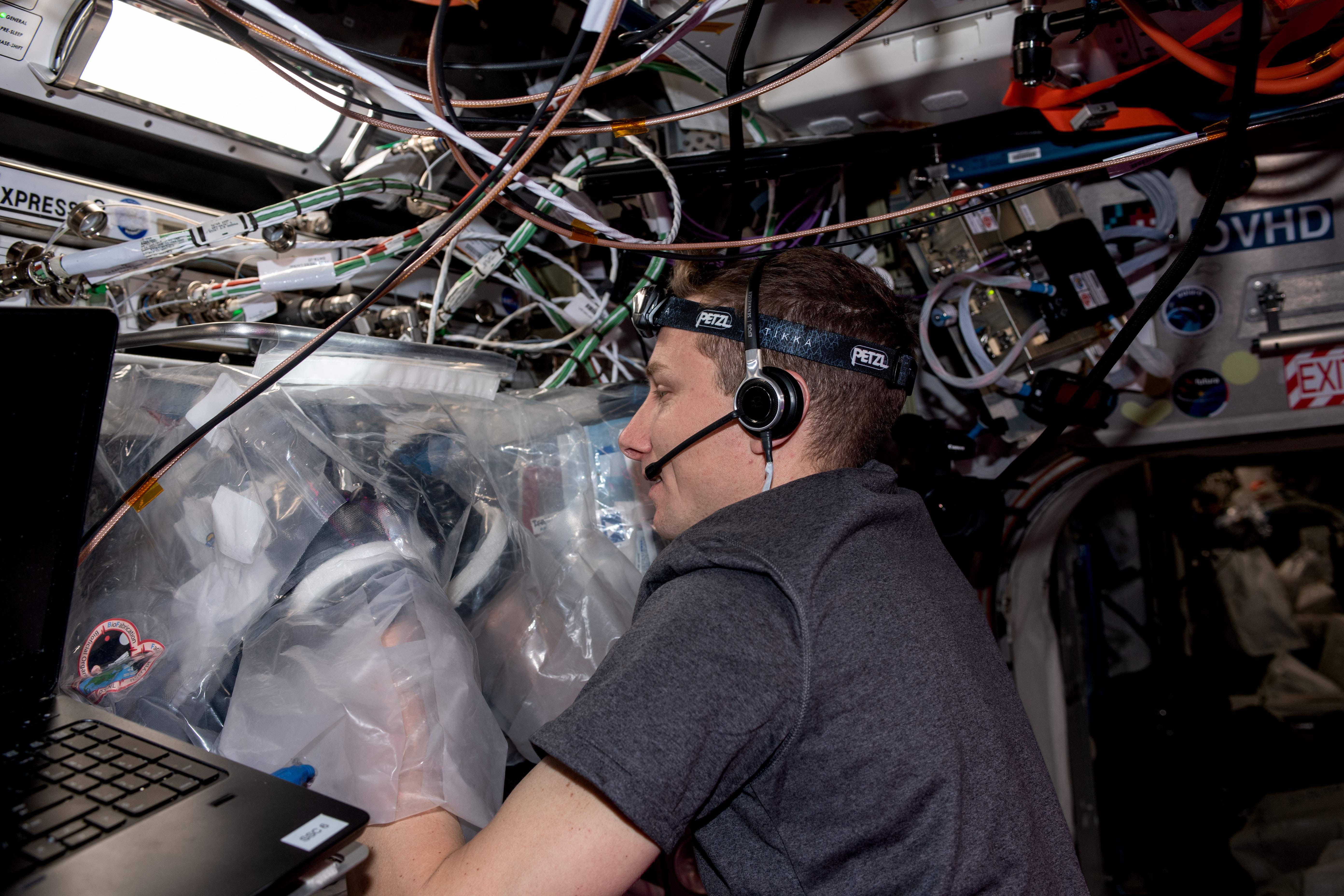
Hoburg lavora all'esperimento BFF-Meniscus-2

### BFF-Meniscus-2
L'esperimento BFF-Meniscus-2 valuta, utilizzando il BioFabrication Facility (BFF), la stampa 3D di un menisco, o tessuto cartilagineo del ginocchio, utilizzando bioink e cellule. Le lesioni muscoloscheletriche, comprese le lesioni del menisco, sono uno dei principali problemi di salute nelle forze armate statunitensi e la capacità di biostampare tessuti come la cartilagine del ginocchio potrebbe anche giovare ai membri dell'equipaggio delle  future missioni spaziali o alle persone situate in luoghi isolati sulla Terra. Gli scienziati mirano a valutare le proprietà meccaniche dei tessuti biostampati in condizioni di microgravità e sulla Terra e confrontarle tra loro. La dimostrazione di ulteriori capacità per la fabbricazione dei tessuti nello spazio supporta anche l'uso commerciale continuato e ampliato della Stazione spaziale internazionale come struttura per la creazione di tessuti e organi necessari per il trapianto a terra. I membri dell'equipaggio a bordo della ISS si occupano di inserire delle cassette di tessuto in una struttura apposita per le operazioni di stampa.

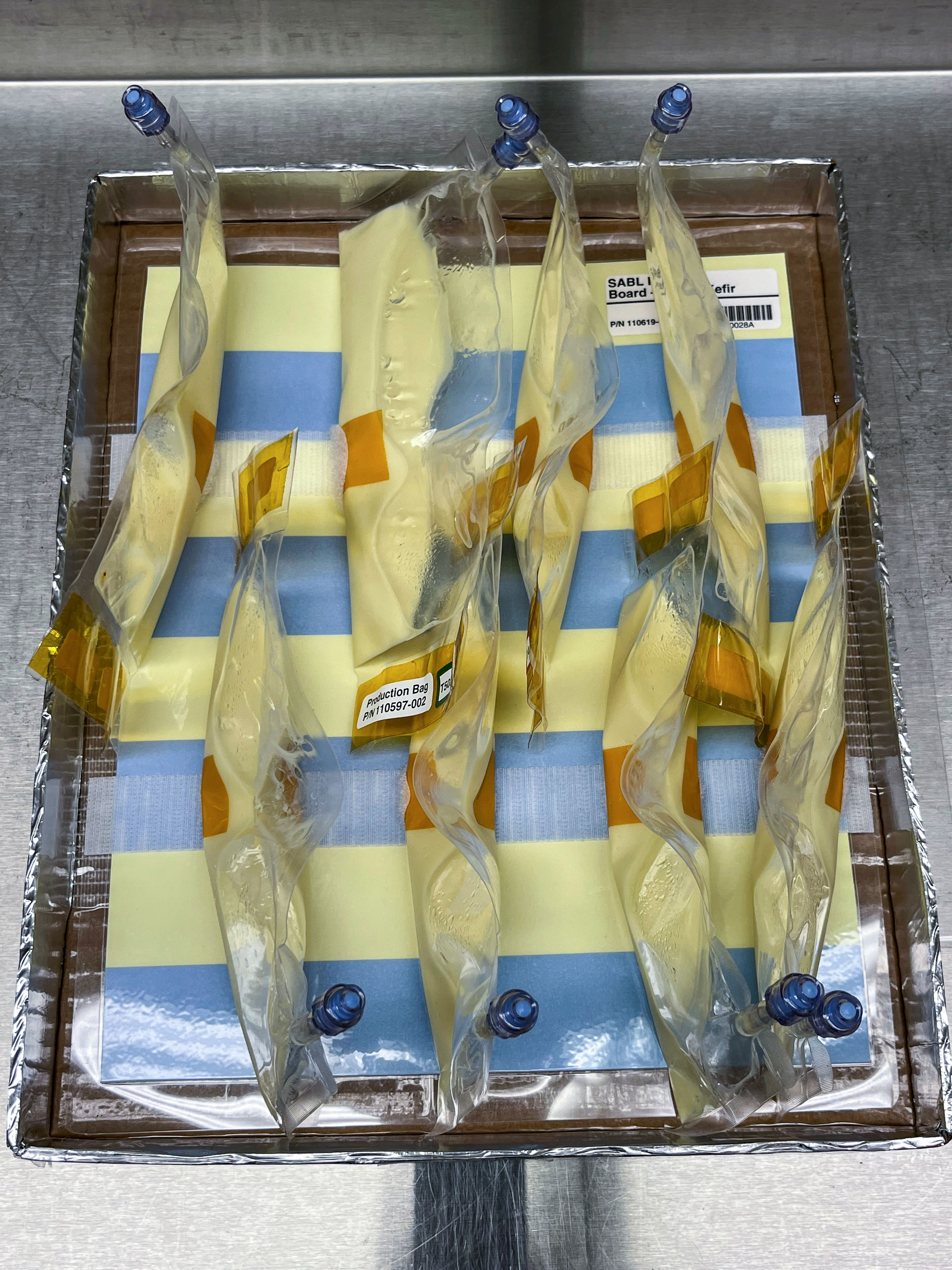
Sacchetti trasparenti di BioNutrients-2 dopo la produzione di un prodotto

### BioNutrients-2
Una delle sfide più importanti per il mantenimento della salute dell'equipaggio nelle future missioni spaziali di lunga durata è fornire un'alimentazione adeguata. È noto che alcune vitamine e sostanze nutritive si degradano nel tempo, rendendo gli alimenti e gli integratori meno efficaci per il mantenimento della salute. Inoltre, una carenza di un singolo nutriente può portare a malattie debilitanti o mortali come lo scorbuto (carenza di vitamina C). L'esperimento BioNutrients-2, usando tecniche simili a quelle usate sulla Terra per produrre alimenti fermentati, come lo yogurt, mira a produrre, con strumenti minimi e in breve tempo, quantità specifiche di tre prodotti: yogurt, un prodotto a base di latte fermentato noto come kefir e una bevanda a base di lievito. L'esperimento è composto da dei sacchetti morbidi trasparenti al cui interno sono contenuti ingredienti secchi che poi verranno integrati con dell'acqua e successivamente riscaldati per favorire la crescita del prodotto. A seguito della produzione in orbita, i campioni vengono congelati e riportati sulla Terra per l'analisi e il confronto con campioni identici cresciuti a Terra.

### Cardinal Heart 2.0
L'esperimento precedente dell'indagine (Cardinal Heart, nel 2021) ha dimostrato che quattro settimane di esposizione alla microgravità causano cambiamenti significativi nella funzione delle cellule cardiache e nell'espressione genica che potrebbero portare a danni a lungo termine o atrofia del muscolo cardiaco. Basandosi sulle conoscenze pregresse, Cardinal Heart 2.0 utilizza gli organoidi del cuore, cioè strutture 3D costituite da tutti i diversi tipi di cellule presenti in un particolare organo, per verificare se i farmaci clinicamente approvati riducono i cambiamenti indotti dalla microgravità nella funzione delle cellule cardiache. Sulla Terra, questi cambiamenti si verificano a causa dell'invecchiamento o dell'indebolimento dei muscoli cardiaci a causa di un difetto mutazionale o dell'uso prolungato di dispositivi di assistenza cardiaca. Le risposte adattative cardiovascolari degli astronauti in microgravità nel lungo periodo causano malattie cardiache simili a quelle osservate sulla Terra, ma in un periodo di tempo inferiore. I risultati di questo esperimento potrebbero supportare lo sviluppo di efficaci combinazioni di farmaci per migliorare la salute degli astronauti e dei pazienti sulla Terra.

### Catastrophic Post-Wildfire Mudflows
La ricerca scientifica suggerisce che il cambiamento climatico e il riscaldamento globale stanno contribuendo all'aumento degli incendi. Quando un incendio brucia i terreni si viene a creare un sottile strato di terreno che respinge l'acqua piovana. La pioggia scorre quindi lungo il suolo e può trasformarsi in catastrofiche colate di fango che trasportano pesanti massi e detriti a valle; questi fenomeni sono estremamente pericolosi per l'uomo e causano danni significativi alle infrastrutture e ai bacini idrografici. L'esperimento Catastrophic Post-Wildfire Mudflows valuta la composizione di queste colate detritiche, che includono sabbia, acqua e bolle d'aria intrappolate al loro interno. I risultati dell'esperimento potrebbero migliorare la comprensione dei meccanismi che regolano il movimento dei detriti post-incendio, compreso il modo in cui le colate intrappolano le bolle d'aria e trasportano i massi pesanti. Questa indagine potrebbe anche aiutare a sviluppare e convalidare equazioni fondamentali per modellare e prevedere la diffusione e la velocità delle colate detritiche e il loro effetto su case, infrastrutture varie e ostacoli naturali.

### Cellular Mechanotransduction by Osteoblasts in Microgravity
L'esperimento Cellular Mechanotransduction by Osteoblasts in Microgravity ha l'obiettivo di studiare come la microgravità contribuisce alla perdita di massa ossea. L'osteoporosi fa sì che le ossa diventino deboli e fragili man mano che gli individui invecchiano e comunemente porta a fratture con forze in gioco basse o cadute accidentali. È stato dimostrato che la microgravità induce una perdita ossea accelerata negli astronauti, ma come ciò avvenga non è del tutto chiaro. In questa indagine, gli scienziati studiano un gruppo di proteine e il loro effetto sulle cellule che formano l'osso, o osteoblasti, in condizioni di microgravità. I risultati potrebbero migliorare la comprensione di come i cambiamenti nel carico osseo causino la perdita ossea, che a sua volta sosterrà una migliore prevenzione e sviluppo di trattamenti per l'osteoporosi. L'esperimento utilizza un particolare dispositivo per misurare la rigidità degli osteoblasti umani e i cambiamenti nella forma delle cellule sotto diverse pressioni.

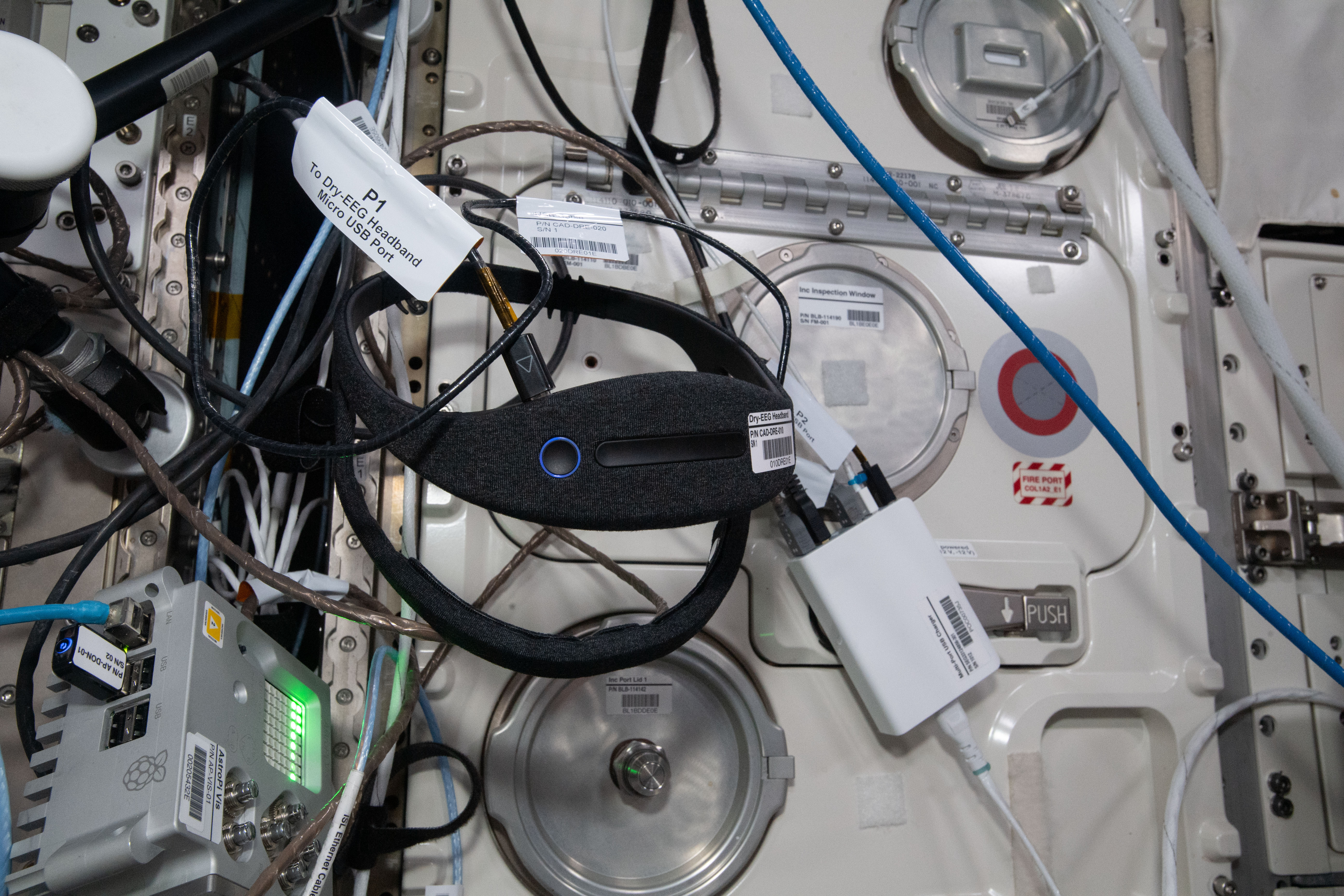
La bandana Dry-EEG dell'esperimento Dreams

### Dreams
Il sonno gioca un ruolo importante nella salute e nel benessere degli esseri umani. Il sonno insufficiente o i disturbi del sonno possono aumentare il rischio di sviluppare condizioni mediche, come le malattie cardiovascolari, e possono compromettere le prestazioni della persona. Il monitoraggio del sonno nello spazio con la bandana Dry-EEG (in breve Dreams) è un'indagine dimostrativa della tecnologia che utilizza la bandana Dry-EEG: una soluzione efficace, conveniente e confortevole per monitorare la qualità del sonno degli astronauti con risultati paragonabili alla polisonnografia standard e senza suoi principali inconvenienti. I dati prodotti dalla bandana, come la durata del sonno, le fasi del sonno, la frequenza cardiaca e il numero di risvegli, possono essere utilizzati nella psicoterapia cognitivo-comportamentale per ridurre lo stress e aiutare i membri dell'equipaggio ad addormentarsi.

### ESA-Biofilms
I biofilm microbici sono motivo di preoccupazione durante le missioni spaziali perché possono causare danni alle apparecchiature mediante biodegradazione e incrostazione, sono molto resistenti ai detergenti e possono ospitare microrganismi patogeni che potrebbero causare infezioni. L'esperimento Inibizione del biofilm sull'attrezzatura di volo a bordo della ISS con l'utilizzo di superfici metalliche microbiologicamente letali (in breve ESA-Biofilms) studia la formazione di biofilm batterici e le proprietà antimicrobiche di diverse superfici metalliche diverse condizioni di gravità alterata. In particolare, vengono coltivate alcune colture batteriche (Staphylococcus capitis, Acinetobacter radioresistens e Cupriacidus metallidurans) in un ambiente liquido in differenti condizioni: il materiale delle piastre campione (acciaio inossidabile, rame o ottone), le caratteristiche della superficie del metallo (liscia o ruvida) e tre diversi livelli di gravità (µg, 0,4g o 1g). L'obiettivo scientifico è determinare quali metalli e quali caratteristiche offrono le migliori proprietà antibatteriche da usare sulla Terra, ad esempio nel settore sanitario, nell'industria alimentare, nelle superfici antivegetative in ambiente marino, e nello spazio, nei veicoli spaziali e in futuro nelle basi lunari.

### Exploration Potable Water Dispenser
Per la distribuzione dell'acqua potabile utilizzabile dagli astronauti a bordo della ISS, sin dal 2008 si è fatto uso del Potable Water Dispenser (PWD). Un nuovo sistema appena arrivato sulla ISS, l'Exploration Potable Water Dispenser (Exploration PWD), è dotato dei più recenti progressi nel campo della sanificazione dell'acqua e della riduzione della crescita microbica, oltre a essere dotato di un riscaldatore per erogare acqua calda per la preparazione degli alimenti. Exploration PWD ha inoltre la capacità di raccogliere dati, telemetria e di automonitoraggio, permettendo agli ingegneri di monitorarlo e comandarlo in tempo reale da Terra.

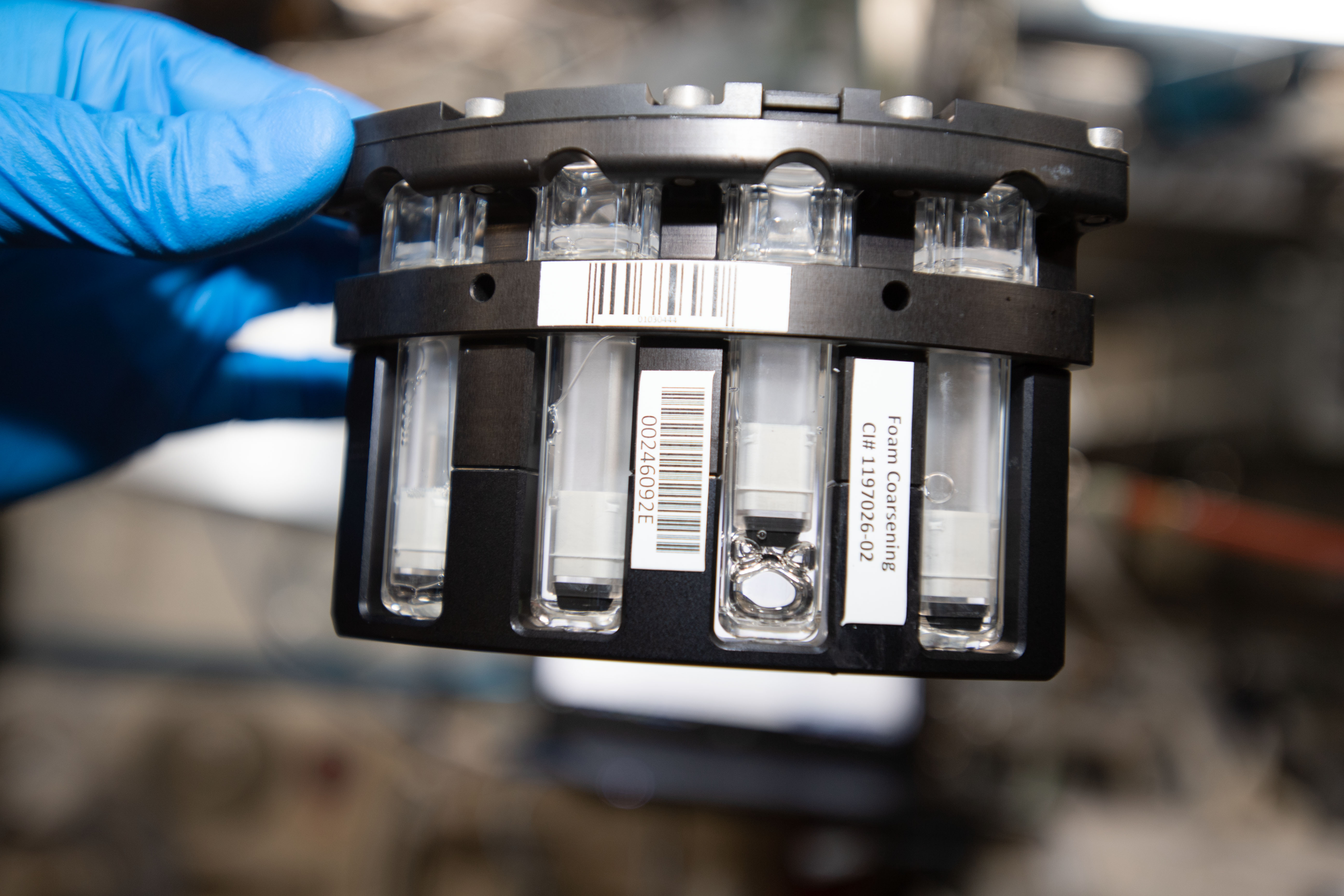
Uno dei contenitori dell'esperimento Foam Coarsening

### Foam Coarsening
Le schiume, dispersioni di gas su superfici liquide o solide, assumono un comportamento molto diverso sulla Terra e nello spazio, perché il processo di drenaggio causato dalla gravità è assente in condizioni di microgravità. Il drenaggio si riferisce al flusso irreversibile di un liquido attraverso la schiuma dall'alto verso il basso causato dalla gravità che porta la schiuma a collassare tornando allo stato liquido e ad accumularsi sul fondo, facendo restringere le bolle più piccole e crescere quelle più grandi. Nello spazio invece le schiume sono più stabili e ciò permette agli scienziati di studiare meglio il comportamento delle bolle che le compongono, senza essere condizionate dal drenaggio. L'esperimento Foam Coarsening è costituito da dei piccoli contenitori composti ognuno da quattro celle ermetiche che contengono liquidi che una volta agitati producono schiume; laser ottici e telecamere ad alta risoluzione analizzano le fasi di transizione dallo stato solido a quello liquido delle schiume. Le schiume sono utilizzate in tanti settori, sia nella Terra che nello spazio, ad esempio nei prodotti alimentari, nei prodotti per la pulizia e la sigillatura, nei cosmetici e nei prodotti per l'igiene personale, nell'industria petrolifera e nell'edilizia.

### Genes in Space-10
I telomeri, strutture genetiche che proteggono i nostri cromosomi, si accorciano l'invecchiamento mentre precedenti esperimenti negli astronauti hanno dimostrato che i telomeri si allungano nello spazio. Genes in Space-10 vuole testare una tecnica per misurare con precisione la lunghezza dei telomeri in condizioni di microgravità usando dei campioni fluorescenti, perché i metodi tipicamente impiegati sulla Terra sono difficili da usare nello spazio. L'esperimento mira anche a capire se l'allungamento dei telomeri nello spazio è causato da una proliferazione di cellule staminali, cioè quelle cellule indifferenziate che danno origine a specifici componenti del corpo e che tipicamente hanno lunghi telomeri. Comprendere il meccanismo alla base dell'allungamento dei telomeri potrebbe rivelare possibili effetti sulla salute degli astronauti durante le missioni a lunga durata e portare dei benefici per le persone più anziane sulla Terra.

### Hicari-II
Lo Studio della crescita dei cristalli di silicio-germanio in condizioni di microgravità (Hicari-II) esamina le proprietà fisiche dei cristalli di germaniuro di silicio (SiGe) che si sono mostrati promettenti come semiconduttore e materiale per la realizzazione ad alta risoluzione e basso costo di lenti ottiche a infrarossi e dispositivi elettrici. Purtroppo la loro crescita sulla Terra presenta alcune sfide, tra cui un lento tasso di crescita e difficoltà nel controllare le impurità. Nello spazio invece la crescita dei cristalli è più veloce e con una uniformità maggiore rispetto a quelli cresciuti sulla Terra. Questa indagine potrebbe aiutare a risolvere queste sfide e supportare lo sviluppo di nuove tecniche per la crescita e l'utilizzo dei cristalli di SiGe.

### Immunity Assay
L'indagine Monitoraggio dell'immunità cellulare mediante ipersensibilità di tipo ritardato in vitro sull'ISS (Immunity Assay) mira a monitorare l'impatto dei fattori di stress del volo spaziale, sia fisico (microgravità, radiazioni, ecc.) sia psichico, sulle funzioni immunitarie cellulari in un campione di sangue, con l'aiuto di un test immunitario funzionale.  La capacità degli esseri umani di difendersi dalle infezioni ("immunità") ha mostrato chiari cambiamenti in risposta alla microgravità simulata o al confinamento sulla Terra. Fino ad ora, questo test poteva essere effettuato solo sulla Terra e condotto prima e dopo il volo spaziale. Con l'aiuto di una provetta di nuova concezione, i ricercatori possono anche eseguire questo test nello spazio a intervalli di tempo regolari per consentire una valutazione molto più chiara dei cambiamenti immunitari che avvengono in volo negli astronauti.

### ISAFE
La microgravità fa sì che il sangue e il liquido cerebrospinale si spostino verso la testa, che si ritiene sia una causa alla base dei cambiamenti strutturali degli occhi degli astronauti, noti come Sindrome neuro-oculare associata al volo spaziale (Spaceflight Associated Neuro-Ocular Syndrome, SANS). L'esperimento ISAFE (Investigating Structure and Function of the Eye) misura i cambiamenti di occhi, cervello e vasi sanguigni durante le missioni di diverse lunghezze per determinare se il SANS varia con la durata della missione, se questi cambiamenti spariscono quando gli astronauti tornano sulla Terra e quanto tempo è necessario per recuperare. I risultati potrebbero aiutare a prevedere i cambiamenti oculari nei futuri voli spaziali di lunga durata, come i viaggi su Marte, e sostenere lo sviluppo di metodi per proteggere gli occhi degli astronauti. La SANS condivide alcune caratteristiche con diverse malattie osservate sulla Terra, inclusa l'ipertensione intracranica idiopatica. I risultati di questa indagine potrebbero fornire nuove informazioni sui meccanismi alla base di queste condizioni e beneficiare le persone che le sperimentano sulla Terra. Per l'esperimento vengono analizzate diverse componenti dell'occhio degli astronauti:  la struttura dell'occhio, compresi i vasi sanguigni, viene misurata mediante imaging 3D ad alta risoluzione (Tomografia ottica a coerenza di fase, OCT) mentre la funzione dell'occhio viene determinata mediante elettroretinografia (ERG), un test che misura le risposte elettriche delle cellule nella parte posteriore dell'occhio a seguito di una stimolazione luminosa. Inoltre, la pressione oculare viene misurata utilizzando un dispositivo che fornisce una misurazione continua della pressione per diversi secondi (pneumatonometria, PTM), consentendo agli scienziati di osservare i cambiamenti nella pressione oculare ad ogni battito cardiaco.

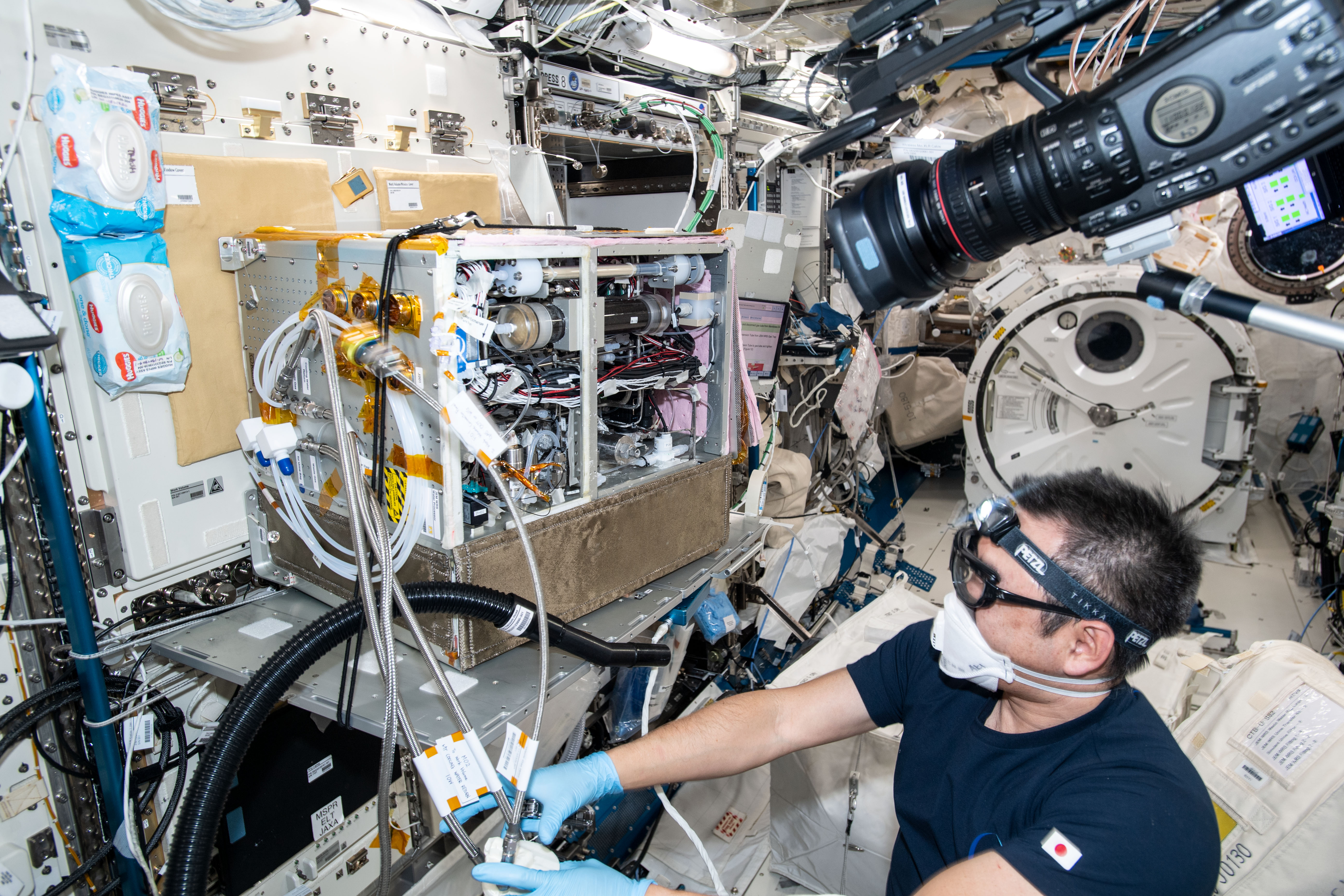
Akihiko Hoshide dell'Expedition 65 lavora al JEM Water Recovery System

### JEM Water Recovery System
Il JEM Water Recovery System (JWRS) ha lo scopo di generare acqua potabile dall'urina. In passato, l'urina e le acque reflue venivano raccolte e immagazzinate o scaricate fuori bordo; dal 2009 (Expedition 19) sulla Stazione spaziale internazionale l'urina viene raccolta, filtrata e usata nuovamente per tutte le attività della ISS, compresa l'idratazione degli astronauti, grazie al Environmental Control and Life Support System (ECLSS). Per le missioni spaziali di lunghissima durata e distanza, come le missioni verso Marte, sarà necessario essere provisti di dispositivi estremamente affidabili, con tassi di recupero elevati, dimensioni più compatte e un minore consumo energetico rispetto ai  dispositivi attualmente in uso sulla Stazione spaziale internazionale. In futuro potrà essere usato nelle zone più sottosviluppate e desertiche della Terra per fornire acqua potabile alle popolazioni prive di bacini idrici nelle vicinanze.

### Lumina
Fiber-optic Active Dosimeter (Lumina) è un dosimetro a fibra ottica attiva che monitora, in tempo reale, la dose di radiazione ricevuta sfruttando la capacità delle fibre ottiche di scurirsi quando esposte alle radiazioni. Questo dosimetro presenza diversi vantaggi, tra cui la possibilità di fornire misurazioni affidabili della quantità di radiazioni in ambienti complessi come quelli associati a elettroni, protoni, raggi gamma o raggi X, e l'indipendenza delle prestazioni del dispositivo dalla temperatura di irraggiamento e dal rateo di dose assorbita (dose assorbita in un'unità di tempo). Il monitoraggio delle radiazioni ionizzanti è fondamentale l'esplorazione spaziale fuori dall'orbita terrestre bassa dove non si ha alcuna protezione dalla Terra; un dosimetro affidabile e in tempo reale dei livelli di fluttuazione delle radiazioni ionizzanti potrebbe consentire di anticipare i brillamenti di radiazioni e reagire adeguatamente a questi eventi pericolosi. Sulla Terra potrebbe essere applicato nell'industria medica e nucleare.

### Monoclonal Antibodies PCG
Lo studio Analisi della cinetica strutturale e di cristallizzazione degli anticorpi monoclonali (Monoclonal Antibodies PCG) valuta le differenze di cristallizzazione nello spazio di vari anticorpi monoclonali terapeutici. Gli anticorpi monoclonali sono proteine del sistema immunitario create in laboratorio progettate per interagire con bersagli specifici come le cellule tumorali. La microgravità consente la produzione di cristalli di qualità superiore che potrebbero supportare lo sviluppo di farmaci con costi ridotti, una migliore stabilità e maggiore facilità di somministrazione. Questo progetto studia la cristallizzazione dei composti bioterapeutici in condizioni di microgravità, dove alcuni cristalli crescono più grandi e più ordinati rispetto a quelli sulla Terra, al fine di identificare le condizioni fisiche che portano la produzione di cristalli grandi e di alta qualità. La cristallizzazione uniforme dei farmaci bioterapeutici potrebbe portare a costi di stoccaggio e di produzione ridotti, nonché a nuove formulazioni che migliorano la qualità della vita dei pazienti.

### Multi Needle Langmuir Probe
L'esperimento Multi-Needle Langmuir Probe monitora le densità del plasma nella ionosfera, dove l'atmosfera terrestre incontra lo spazio, con una precisione di pochi metri. La Stazione spaziale internazionale è il luogo ideale per le attività di questo strumento poiché orbita vicino al picco di densità del plasma della ionosfera (circa 400 km di altitudine). Piccole strutture di plasma nella ionosfera influenzano regolarmente la precisione dei sistemi di navigazione satellitare come il GPS e Galileo; questo esperimento potrebbe aiutarci a comprendere la causa principale di tali imprecisioni e, in futuro, a costruire modelli che prevedano problemi di qualità dei segnali. Lo strumento verrà installato sulla piattaforma europea Bartolomeo, all'esterno della ISS.

### Neuronix
L'esperimento Neuronix vuole testare la formazione di colture cellulari neuronali tridimensionali in condizioni di microgravità e produrre una terapia genica specifica per i neuroni. È importante studiarli perché i modelli tridimensionali derivati dalle cellule staminali umane sono necessari per imitare il sistema nervoso centrale umano e l'ambiente cerebrale durante lo sviluppo di nuove terapie. Purtroppo al 2023 non esistono terapie per la paralisi, considerando che per molti disturbi neurologici come le malattie neurodegenerative, i modelli dei roditori non sono riusciti a produrre i trattamenti desiderati. Al contrario, la terapia genica si è mostra promettente come potenziale trattamento per le persone con paralisi e malattie neurologiche come l'Alzheimer e il Parkinson. Per superare il problema di non essere in grado di formare i modelli tridimensionali necessari per testare queste terapie nella gravità terrestre, con Neuronix si vuole provare a generare i modelli tridimensionali nello spazio. La creazione di colture cellulari tridimensionali in condizioni di microgravità potrebbe fornire una piattaforma per la scoperta di farmaci e test di terapia genica.

### Plant Habitat-03
Le piante esposte a stress ambientali, compresa la microgravità, subiscono cambiamenti epigenetici che comportano l'aggiunta di ulteriori informazioni al loro acido desossiribonucleico (DNA) anziché modificare le informazioni già esistenti;  questo comportamento è noto come cambiamento epigenetico. Plant Habitat-03 valuta, sequenziando l'intero genoma bisolfito nelle foglie di Arabidopsis thaliana di due generazioni, se gli adattamenti epigenetici in una generazione di piante cresciute nello spazio possono trasferirsi alla generazione successiva. Ciò potrebbe aiutare a identificare gli elementi genetici che aumentano l'adattabilità delle piante al volo spaziale; un primo passo verso lo sviluppo di coltivazioni più adatte a fornire cibo e purificazione dell'aria e dell'acqua nei sistemi di supporto vitale nelle future missioni spaziali.

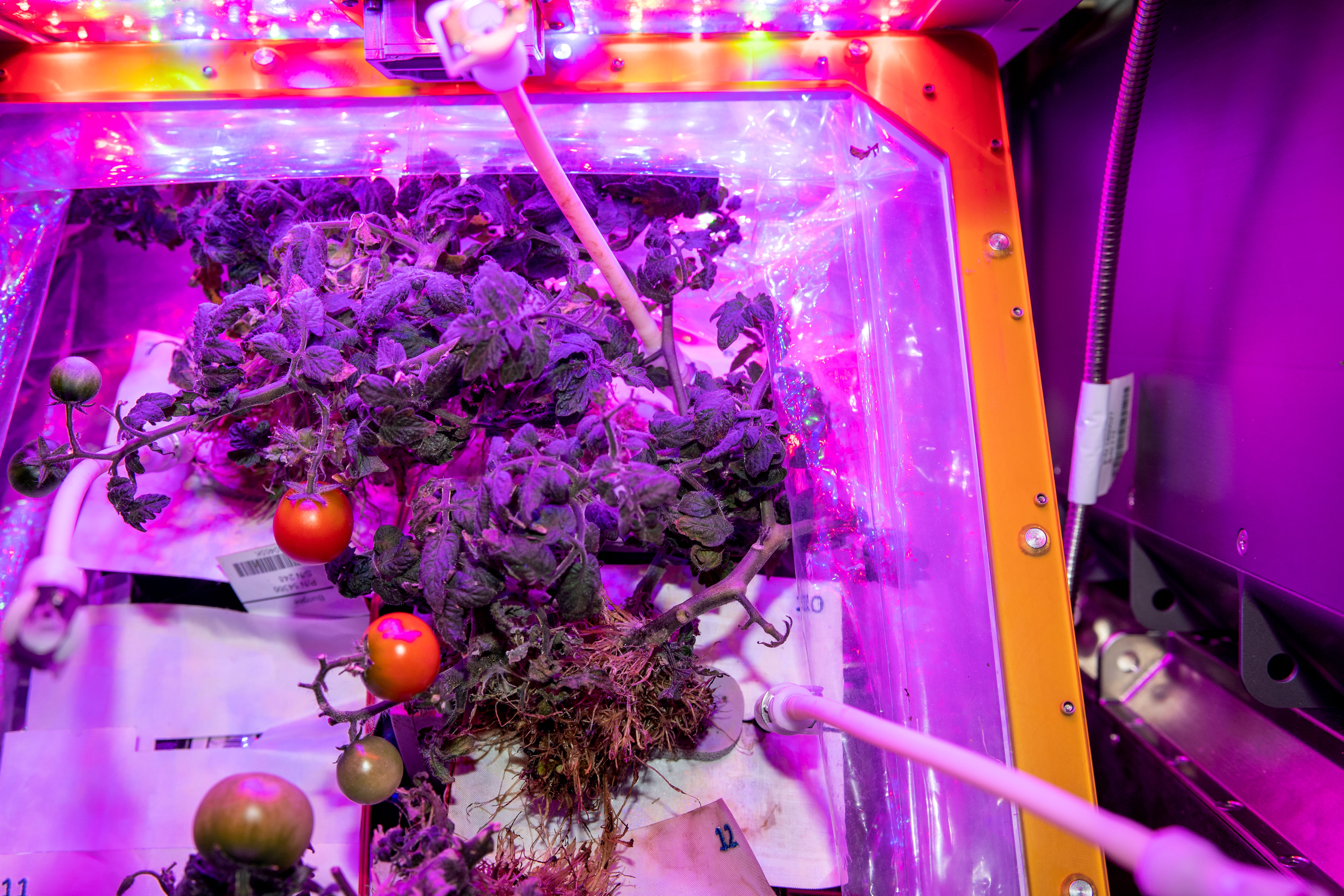
I pomodori nani cresciuti durante Veg-05

### Veg-05 e HRF Veg
Il Pick-and-Eat Salad-Crop Productivity, Nutritional Value, and Acceptability to Supplement the ISS Food System è un progetto di ricerca in fasi che include Veg-04A, Veg-04B, Veg-05 e HRF Veg. L'obiettivo principale è sviluppare un sistema per produrre cibo sano e fresco nelle future missioni spaziali di lunga durata per integrare la dieta standard preconfezionata degli astronauti con cibi freschi coltivati nello spazio. Oltre alla ricerca sulla coltivazione di piante, vengono svolte ricerche organolettiche e comportamentali umane, come il benessere psico-fisico dovuto alle attività di coltivazione, raccolta e consumo di piante nello spazio dei membri dell'equipaggio. Lo studio Veg-05 si occupa della coltivazione di pomodori nani nella struttura Veggie (una piccola serra senza terra ma dotata di LED blu o rossi che simulano la luce del sole) per esaminare gli effetti della qualità della luce e dei fertilizzanti, la morfologia delle colture, sulla resa della biomassa commestibile, sulla sicurezza alimentare microbica, accettabilità organolettica, valore nutrizionale e benefici per la salute comportamentale dei prodotti freschi. Nella precedente fase dello studio, l'esperimento Veg-04, erano state prodotte verdure a foglia verde.
HRF Veg sfrutta le attività svolte dagli astronauti con l'esperimento Veg-05 per sottoporli a dei sondaggi psicologici sul loro umore durante le attività con le piante e valutazioni organolettiche durante il consumo dei prodotti freschi. Prendersi cura delle piante fornisce stimoli sensoriali e aiuta a scandire il passare del tempo nell'ambiente ristretto e isolato della ISS.

## Riepilogo dei veicoli in visita
Lista degli eventi (docking e/o berthing) dei veicoli di rifornimento o con equipaggio in visita alla Stazione spaziale internazionale durante l'Expedition 68 in ordine cronologico. I veicoli che si sono sia agganciati sia sganciati durante la missione sono riportati due volte.
| Veicolo         | Missione             | Evento            | Boccaporto di aggancio   | Data di aggancio                  | Data di sgancio           |
| --------------- | -------------------- | ----------------- | ------------------------ | --------------------------------- | ------------------------- |
| Sojuz MS-23     | Cambio boccaporto    | Undocking/docking | Poisk/Prichal            | 6 aprile 2023                     | 6 aprile 2023             |
| SpaceX CRS-27   | Rifornimento         | Undocking         | Harmony anteriore        | 15 marzo 2023 (Exp 68)            | 15 aprile 2023 (Exp 69)   |
| Cygnus NG-18    | Rifornimento         | Unberthing        | Unity nadir              | 9 novembre 2022 (Exp 68)          | 21 aprile 2023 (Exp 69)   |
| SpaceX Crew-6   | Cambio boccaporto    | Undocking/docking | Harmony zenith/anteriore | 6 maggio 2023                     | 6 maggio 2023             |
| Axiom Mission 2 | Trasporto equipaggio | Docking           | Harmony zenith           | 21 maggio 2023                    | 30 maggio 2023            |
| Progress MS-23  | Rifornimento         | Docking           | Poisk                    | 24 maggio 2023 (Exp 69)           | Novembre 2023 (Exp 70)    |
| Axiom Mission 2 | Trasporto equipaggio | Undocking         | Harmony zenith           | 21 maggio 2023                    | 30 maggio 2023            |
| SpaceX CRS-28   | Rifornimento         | Docking/undocking | Harmony anteriore        | 5 giugno 2023                     | 29 giugno 2023            |
| Cygnus NG-19    | Rifornimento         | Berthing          | Unity nadir              | 4 agosto 2023 (Exp 69)            | 22 dicembre 2023 (Exp 70) |
| Progress MS-22  | Rifornimento         | Undocking         | Zvezda                   | 11 febbraio 2023 (Exp 68)         | 20 agosto 2023 (Exp 69)   |
| Progress MS-24  | Rifornimento         | Docking           | Zvezda                   | 23 agosto 2023 (Exp 69)           | 13 febbraio 2024 (Exp 70) |
| SpaceX Crew-7   | Trasporto equipaggio | Docking           | Harmony zenith           | 27 agosto (Exp 69)                | 11 marzo 2024 (Exp 70)    |
| SpaceX Crew-6   | Trasporto equipaggio | Undocking         | Harmony anteriore        | 6 maggio 2023                     | 3 settembre 2023          |
| Sojuz MS-24     | Trasporto equipaggio | Docking           | Rassvet                  | 15 settembre 2023                 | 6 aprile 2024 (Exp 70)    |
| Sojuz MS-23     | Trasporto equipaggio | Undocking         | Prichal                  | 6 aprile 2023 (cambio boccaporto) | 27 settembre 2023         |